# Paulistano da Glória
A ARES Paulistanos da Glória é uma escola de samba tradicional da cidade de São Paulo, inicialmente sediada no Cambuci. Foi um antigo cordão carnavalesco e é considerada uma agremiação histórica da capital.
A escola retornou em 2020, agora sediada na Zona Leste da capital. Voltou aos desfiles em 2023, com o enredo "Kizomba", do estreante carnavalesco Kaíque Alves, ficando em 4º Lugar.

## História
Ficava na Rua da Glória, no bairro do Cambuci em São Paulo. Tinha um dos melhores salões de festas da cidade, e tinha o apelido de "Oficina do Samba". Durante boa parte de sua existência foi Cordão Carnavalesco, se tornando Escola de Samba em 1972, com a extinção dos desfiles de Cordões.
Grandes baluartes participaram do Paulistano, como Seu Nenê, Inocêncio Tobias, Pé Rachado, Madrinha Eunice, Paulo Vanzolini, Adoniram Barbosa, Juarez da Cruz..
Ficou perambulando nos Grupos Inferiores até 1976 quando subiu para o então Grupo 1 do Carnaval Paulistano.
Em 1977 já marcou sua tradição com o enredo "Oração em Tempo de Festa", um belo samba composto por Geraldo Filme, então compositor e puxador da escola até 1980.
Porém a maior glória da Paulistano, foi em 1978 durante o Concurso Nacional de Sambas de Enredo, do programa Fantástico, cantando "MMDC - Epopeia da Glória", a escola venceu como melhor samba, sendo o maior feito de uma agremiação paulistana desde a fundação da primeira quadra coberta do país, com a Nenê de Vila Matilde
No ano de 1979, a escola fala sobre a tradição da região do bairro da Liberdade, para o samba... com o enredo "Destino Marcado", a escola fica nas posições intermediárias. 
Em 1980, a escola canta, sobre a cultura africana, querendo passar ao público o que era o povo negro, o que gostavam, desaprovavam... O nome do enredo era "Que Gente é Essa?". Porém com inúmeros problemas, a escola fica na última posição e cai para o Grupo 1.
Em 1981 novamente a escola cai, fica na 11ª posição com o enredo "Ecologia, No Reino do Esplendor". Porém em 1982 veio o primeiro golpe, a escola perde o Salão de Festas. O que movia as finanças, estava comprometido desde então. Cai para o Grupo 3 com o enredo "O Lenitivo do Povo de Aruanda".
Num dos seus últimos suspiros, uma nova direção assume a escola, na missão de a levar novamente ao Grupo Principal. Mas seu destino já era irreversível, já que o bairro não era mais composto só por negros, a emancipação dos japoneses na região, comprometeu e muito a Paulistano, e o crescimento então da Vai-Vai, antes sua rival nos desfiles de Corso, acabaram de vez com todas as expectativas. A perda do salão foi apenas o selo de sorte da escola.
Em 1983 a escola fica em 5º lugar com o enredo "Velhas Noites Cariocas". Nesse mesmo ano, desfilaram junto com a Paulistano no Grupo 3, Tom Maior, Unidos de Vila Maria e Morro da Casa Verde... todas já tradicionais e com passagens pelo Grupo 1 de São Paulo. Hoje as 2 primeiras no Especial, e a ultima no Acesso.
No ano de 1984, a escola fica em 9º lugar, com a perda de vários pontos pela falta de integrantes, o enredo era "São Paulo, a Esquina do Samba"
Em 1985 as vésperas do carnaval, quando desfilaria pelo Grupo 4, a escola anuncia ao mundo do samba, o encerramento de suas atividades, deixando assim saudade a todos os integrantes, e a Velha Guarda do Samba Paulista.
Em 2020, a escola de samba é recriada, sendo sediada na Cidade AE Carvalho, disputando em 2023 o Grupo de Acesso 3.

## Carnavais
| Ano                            | Colocação    | Grupo                 | Enredo                                               | Carnavalesco     | Intérprete              | Ref.   |
| ------------------------------ | ------------ | --------------------- | ---------------------------------------------------- | ---------------- | ----------------------- | ------ |
| 1973                           | 3º. Lugar    | 3                     | Confederação dos Tamoios - Obrigado Irmão da Mata    |                  |                         | [ 2 ]  |
| 1974                           | Vice-Campeã  | Acesso                | Praça da Sé, Sua Lenda, Seu Passado, Seu Presente    |                  |                         | [ 3 ]  |
| 1975                           | 9º. Lugar    | Especial              | Histórias de um Preto Velho                          |                  |                         | [ 4 ]  |
| 1976                           | 3º. Lugar    | Acesso                | Porto Feliz - Berço das Monções                      |                  |                         | [ 5 ]  |
| 1977                           | 8º. Lugar    | Especial              | Oração em tempo de festa - Mitologia Afro-Brasileira |                  |                         | [ 6 ]  |
| 1978                           | 8º. Lugar    | Especial              | Epopeia da Glória                                    |                  |                         | [ 7 ]  |
| 1979                           | 8º. Lugar    | Especial              | Destino marcado                                      |                  |                         | [ 8 ]  |
| 1980                           | 10º. Lugar   | Especial              | Que gente é essa                                     |                  |                         | [ 9 ]  |
| 1981                           | 11º. Lugar   | Acesso                | Ecologia, Reino da Vida é esplendor                  |                  |                         | [ 10 ] |
| 1982                           | -            | 3                     | O lenitivo do negro na dança de Aruenda              |                  |                         | [ 11 ] |
| 1983                           | 5º. Lugar    | 3                     | Velhas noites cariocas                               |                  |                         | [ 12 ] |
| 1984                           | 9º. Lugar    | 3                     | São Paulo, a esquina do mundo                        |                  |                         | [ 13 ] |
| 1985                           | Não Desfilou | 4                     | -                                                    |                  |                         | [ 14 ] |
| Não desfilou entre 1986 a 2022 |              |                       |                                                      |                  |                         |        |
| 2023                           | 4º Lugar     | Acesso III de Bairros | Kizomba                                              | Kaique Alves     | Regis do Swing e Renato | [ 15 ] |
| 2024                           | 8º Lugar     | Acesso III de Bairros | Glória à Mãe Preta Majestosa                         | José Luiz Castro | Regis Swing             | [ 16 ] |